# Ludolph Berkemeier
Ludolph Berkemeier   (Tilburg, 20 d'agost de 1864 - Noordwijk, 18 de juliol de 1931) va ser un pintor de paisatges i paisatges urbans holandès; associat amb la Düsseldorfer Malerschule i l'Escola de l'Haia.

## Biografia
Durant dos anys, va assistir a la Kunstakademie Düsseldorf, on va estudiar pintura de paisatge amb Eugen Dücker. Mentre era allà, va quedar sota la influència de la recentment emergent escola de Barbizon. Quan es va graduar, va fer un viatge d'estudis a Wiesbaden.
Va continuar els seus estudis a l’Escola d'Art Gran Ducal Saxona de Weimar, on va treballar amb Theodor Hagen, un dels primers impressionistes alemanys. Però, malgrat un breu flirteig amb aquest estil, quan va tornar als Països Baixos es va veure més atret per l'escola de l'Haia, que va estar molt influenciada pel realisme dels Barbizons. Finalment es va establir a Baambrugge.
El 1896, de sobte va decidir traslladar-se a Noordwijk, on va establir un estudi i va vendre material de pintura. Més tard, va poder optar a una pensió del govern. Va continuar desenvolupant el seu estil prenent lliçons de pintura a l'aire lliure de Jan Hillebrand Wijsmuller, que era un visitant ocasional de la zona, i va col·laborar amb ell en diverses obres.
Moltes de les seves pintures de paisatge incorporen elements de gènere. També va crear nombrosos bodegons i il·lustracions de llibres. Durant molts anys, va ser membre actiu d’Arti et Amicitiae. Un petit carrer de Noordwijk porta el seu nom.

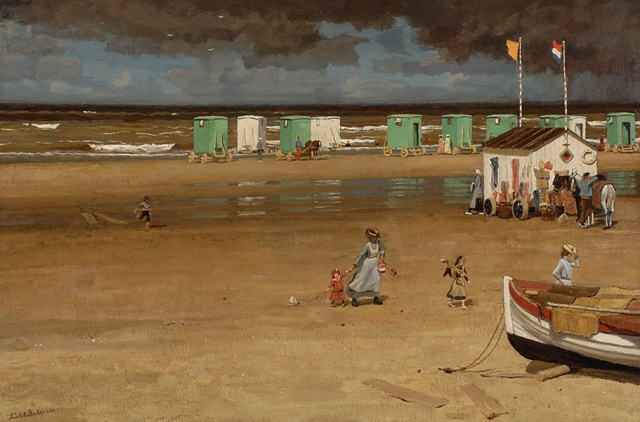
Figures a la platja de Noordwijk